# 千葉県獣医師会
公益社団法人千葉県獣医師会（こうえきしゃだんほうじんちばけんじゅういしかい、英称 Chiba Veterinary Medical Association）は、千葉県知事所管の千葉県の獣医師を会員とする公益社団法人。

## 本部所在地
〒260-0001 千葉県千葉市中央区都町463-3

## 業務内容
- 獣医師会員の学術技能向上のための研修会・講習会事業等の実施
- 千葉県との動物に関する連携事業
- 疾病している野鳥の保護・救護
- 県内各学校で飼われている動物の飼育指導
- 千葉県内各市区町村との動物に関する連携事業
- 狂犬病の予防接種・防止活動